# 斯洛維尼亞海馬
斯洛維尼亞海馬（學名：Hippocampus slovenicus）為辐鳍鱼纲海龙鱼目海龙鱼科海马属的其中一种鱼类，現已滅絕，該物種生活於1300萬年前，其化石與撒爾馬提亞海馬一起於2005年在斯洛維尼亞發現。